# 1994 WR12
1994 WR12 (também escrito como 1994 WR12) é um asteroide próximo da Terra com uma órbita pouco conhecida. Ele possui uma magnitude absoluta (H) de 22,1 e, tem um diâmetro de cerca de 130 metros, e é listada na tabela de risco da Sentry. A próxima boa chance de observar esse asteroide pode não ocorrer até novembro de 2044, quando a incerteza orbital lhe permitirá passar em algum lugar entre 0,03-0,19 UA da Terra.

## Descoberta
1994 WR12 foi fotografado pela primeira vez em 26 de novembro de 1994, e foi descoberto no dia 28 de novembro de 1994, por Carolyn S. Shoemaker no Observatório Palomar.

## Órbita
A órbita de 1994 WR12 tem uma excentricidade de 0,397 e possui um semieixo maior de 1,1628 UA. O seu periélio leva o mesmo a uma distância de 0,456 UA em relação ao Sol e seu afélio a 1,05 UA.